# George T. Anderson
Pour les articles homonymes, voir George Anderson et Anderson.
George Thomas « Tige » Anderson, né le 3 février 1824 à Covington et mort le 4 avril 1901 à Anniston, est un officier de carrière de l'armée des États-Unis qui est devenu officier dans l'armée des États confédérés pendant la guerre de Sécession. 